# Енантиомер
Енантиомери (од грчких речи ἐνάντιος - супротан, и μέρος - део) су стереоизомери који се односе као предмет и лик у огледалу и уједно се не могу међусобно преклопити. Пластично приказано, њихов однос је истоветан односу леве и десне шаке људске руке.
Енантиомери показују исте физичке особине, осим у погледу ротације равни поларизоване светлости, где оба енантиомера раван окрећу за исти угао, али у супротним смеровима. У присуству симетричних реагенаса, не постоји разлика у хемијским особинама енантиомера, али је она уочљива у реакцијама са хиралним реагенсима. Смеша еквимоларних количина енантиомера једног стереоизомера назива се рацемска модификација и услед међусобно анулирајућег ефекта енантиомера, рацемат не показује оптичку активност.

## Номенклатура
Постоји више конвенција при именовању енантиомера које се заснивају на додавању префикса испред назива једињења у циљу описивања конфигурације на хиралном угљениковом атому (односно стереоцентру):
- /  номенклатура

/ номенклатура се заснива на стварној геометрији сваког енантиомера, у поређењу са, у природи најзаступљенијим, (+)-глицералдехидом за којег се произвољно узело да има D- конфигурацију.
- /  номенклатура

/ номенклатура је тренутно једина номенклатура које дозвољава потпуно доследно описивање апсолутне конфигурације на хиралним атомима. Заснива се на CIP правилима (Cahn-Ingold-Prelog правилима) додељивања приоритета супституентима. Молекули са више стереоцентара имају у префиксу онолико R/S одредница, колико и стереоцентара.
(+)-/(–)- префикси ни на који начин не говоре о конфигурацији на хиралном атому. Они се односе на оптичку активност датог молекула у смислу да се енантиомеру који ротира раван поларизоване светлости удесно додељује префикс (+)- (или d-) a оном у који је ротира улево (-)- (или l-).
Не постоји шаблонски начин за превођење једне номенклатуре у другу, нити су оне уско повезане. Пун назив енантиомера, који описује апсолутну конфигурацију његових хиралних атома, најчешће користи R/S номенклатуру, уз додатак смера ротације равни поларизоване светлости, у случају да је молекул оптички активан.

## Појмови везани за енантиомерију
- Угао ротације или специфична ротација представља угао за који скреће раван поларизоване светлости пропуштене кроз оптички активан медијум.[1] Угао ротације је специфичан за сваку оптички активну сусптанцу или смешу супстанци.

За раствор супстанце, при одређеној температури (t) и таласној дужини пропуштене светлости (λ) специфична оптичка ротације се израчунава према формули:
{\displaystyle \alpha (\lambda ,t)={\frac {100\cdot \alpha _{0}}{c\cdot l}}}
где је c - концентрација раствора, а l дебљина слоја кроз који пролази светлост.
За чисту супстанцу у течној фази, користи се измењена варијанта ове формуле:
{\displaystyle \alpha (\lambda ,t)={\frac {\alpha _{0}}{d\cdot l}}}
где је d - густина течности.
- Енантиомерна чистоћа (енгл. Enantiomer excess - e.e.) представља однос једног и другог енантиомера у њиховој смеши и добија се као апсолутна вредност разлике моларног или масеног удела енантиомера, помножена са 100.[3] Прилагођено лакшем израчунавању, формула би могла да изгледа овако:

{\displaystyle e.e.(u\%)={\frac {\left|n((+)-e)-n((-)-e)\right|}{n((+)-e)+n((-)-e)}}\cdot 100}
где су  и n((-)-e) бројеви молова једног и другог енантиомера.
- Оптичка чистоћа представља количник специфичне ротације дате смеше енантиомера и специфичне ротације чистог енантиомера.[4]
- Оптички активна супстанца се назива енантиочистом или хомохиралном ако се састоји само од једног енантиомерног облика.
- Оптички активна супстанца се назива енантиообогаћеном или хетерохиралном ако садржи већу количину једног енантиомерног облика, али уз присуство другог.

## Добијање чистих енантиомера
Постоји неколико приступа добијању чистих енантиомера. Један од најраније употребљаваних начина је разлагањем рацемата, метода коју је употребио још Пастер, приликом изоловања енантиомера винске киселине. Метода коју је он употребио заснивала се на кристализацији рацемске смеше, и накнадним одвајањем кристала појединих енантиомера на основу различите симетрије. Након ове, развијене су бројне друге, савршеније, методе разлагања рацемата.
Друге методе се заснивају на синтетском добијању чистих енантиомера у стереоселективним реакцијама. Овакве асиметричне синтезе имају више генерација (са различитим приступима синтези), и данас су у широкој употреби.